# Olympic Mountains
47°50′N 123°50′V / 47.83°N 123.83°V
Olympic Mountains er en bjergkæde på Olympic-halvøen i den amerikanske delstat Washington. Hovedparten af bjergkæden ligger i Olympic National Park, men bjergene er del af det langt større Pacific Coast Ranges-system langs det nordamerikanske kontinents nordvestlige stillehavskyst, også kendt som Pacific Northwest. Olympic Mountains er en relativ lav bjergkæde, hvis højeste top er Mount Olympus på 2.432 moh. På grund af de klimatiske forhold, er det alligevel højt nok til at bjergene rummer gletsjere og de højeste tinder har permanent snedække.
Den første europæer som nåede Olympic Mountains var Juan José Pérez Hernández i 1774, og bjergkæden fik da navnet Sierra Nevada de Santa Rosalia. Englænderen John Meares gav et par år senere bjergkæden dens nuværende navn, og det blev officielt i 1864.
Hurricane Ridge er et populært vintersportssted og Olympic Mountains besøges af omkring 3 millioner mennesker hvert år.
- Computergenereret topografisk kort over Olympic Mountains
- Udsyn over Olympic Mountains fra Lake Quinault i sydvest
- Mount Olympus (2.432 m), det højeste bjerg i Olympic Mountains
- Gletsjeren Blue Glacier på Mount Olympus (2009)
- Hoh Glacier (2007)
- Humes Glacier (ukendt år, men før 1997)

## Bjerglandskaber
Da både regnmængden og temperaturen varierer meget, alt efter geografien på Olympic-halvøen, rummer Olympic Mountains en varieret natur. De vestlige dele er relativt lave og klædt i regnskov på grund af den konstante nedbør fra Stillehavet. Fra de højere centrale dele mod nordøst, flyder flere store floder, men de højeste dele (over 1.500 moh) er så kolde, at her er der permanent snedække og et utal af små gletsjere, op mod 200, hvor dog kun fire er større end 1 km². Kulden gør, at hverken træer eller større planter kan gro her, så tinderne er helt nøgne. Længst i øst, mod Hood Canal i Puget Sound tager højden af igen, men disse dele modtager ikke meget regn, så bevoksningen er sparsom og enkelte steder har ørken-lignenede forhold.

### Gletsjere
Gletsjerne i Olympic Mountains varierer alle i størrelse som følge af almindelige vejr og årstidsvariationer, men er under generel afsmeltning, blandt andet pga. de igangværende klimaforandringer, og flere er nu helt forsvundet. De største gletsjere findes omkring Mount Olympus, hvor Blue Glacier (5,35 km²) og de tilstødende Hoh Glacier (længde 4,93 km) og Humes Glacier (1,48 km²) er de mest markante. Blue Glacier er den mest studerede gletsjer i verden.
Gletsjerne har stor betydning for balancen i Olympic-halvøens økosystem. Da hele 80% af nedbøren på halvøen falder i vinterhalvåret mellem oktober og april, er sommerhalvåret relativt tørt. Sommersolen får dog gletsjerne til at afgive smeltevand til flodsystemerne, så den relative tørke opvejes. Da nogle af gletsjerne nu er væk, er blandt andet Quinault floden svundet ind i sommermånederne.